# Najac
Najac je naselje in občina v južnem francoskem departmaju Aveyron regije Jug-Pireneji. Leta 2006 je naselje imelo 751 prebivalcev.

## Geografija
Kraj leži v pokrajini Rouergue nad sotesko reke Aveyron 22 km južno od Villefranche-de-Rouerguea.

## Uprava
Najac je sedež istoimenskega kantona, v katerega so poleg njegove vključene še občine Bor-et-Bar, La Fouillade, Lunac, Monteils, Saint-André-de-Najac in Sanvensa s 3.787 prebivalci.
Kanton Najac je sestavni del okrožja Villefranche-de-Rouergue.

## Zanimivosti
Najac je kot ena nekdanjih srednjeveških bastid ena izmed približno 140-ih najlepših vasi v Franciji (Plus Beaux Villages de France).
- grad - kraljeva trdnjava Château de Najac iz sredine 13. stoletja,
- cerkev sv. Janeza iz 13. stoletja,
- most sv. Blaža iz 13. stoletja.